# Труба, Джейкоб
Джейкоб Труба (англ. Jacob Trouba; род. 26 февраля 1994, Рочестер, Мичиган) — американский хоккеист, защитник клуба НХЛ «Анахайм Дакс».
Двукратный чемпион мира среди юниоров, чемпион мира среди молодежи и бронзовый призёр взрослого чемпионата мира по хоккею с шайбой.
У Джейкоба есть младший брат Кристофер, который также играет в хоккей на позиции защитника.

## Молодежный уровень
В 16 лет Джейкоб был приглашен в ряды юниорской сборной США по хоккею. Данная команда играет не только на международных соревнованиях, но и проводит полноценный сезон в Хоккейной лиге Соединённых Штатов, где одновременно просматривает потенциальных кандидатов для участия в чемпионате мира среди юниоров. Джейкоб Труба провел в этой команде два сезона, где в 53 матчах успел отличиться, набрав 25 очков.
В 2012 году Джейкоб был выбран на драфте новичков НХЛ. Однако сезон 2012/2013 годов хоккеист провел в студенческой лиге, выступая за хоккейную команду университета Мичигана.

## Международные соревнования
Начиная с 2011 года Труба является постоянным игроком сборных команд США разных возрастных групп. Так, в январе 2011 года он сыграл за команду U-17 на кубке вызова, где американцы добрались до финала. А уже в апреле — за команду U-18 на юниорском чемпионате мира, где американцам не было равных.
В январе 2012 года, Джейкоба вызвали в молодежную сборную США (U-20) для участия в мировом первенстве. В апреле того же года, он помог американцам отстоять свое чемпионство среди юниоров и завоевал вторую золотую медаль на подобных соревнованиях.
В 2013 году хоккеист сыграл на втором для себя молодежном чемпионате. На этом турнире американцы праздновали победу, поэтому Джейкоб получил очередную золотую награду. Однако кроме этого, он стал лучшим бомбардиром и снайпером турнира среди защитников, был избран в символическую команду звезд и признан лучшим защитником чемпионата.
В мае того же года Труба впервые был вызван в ряды национальной сборной команды США по хоккею для участия в мировом первенстве. В 7 встречах на турнире Джейкоб отметился 3 (1+2) очками за результативность и помог американцам выиграть бронзовую медаль, первую награду для американской сборной с 2004 года.

## НХЛ
В сезоне 2013/14 годов Труба дебютировал в НХЛ. Свой первый сезон на взрослом уровне Джейкобу удалось завершить с положительным показателем полезности (+4), а также стать третьим бомбардиром команды среди защитников (29 очков).
18 июня 2019 года был обменян в «Рейнджерс», взамен «Джетс» получил защитника Нила Пионка и 20-й выбор драфта НХЛ 2019.
6 декабря 2024 года был обменян в «Анахайм». Взамен «Рейнджерс» получили защитника Урхо Ваканайнена и 4-й раунд драфта. 

## Награды
- Новичок года Канадской хоккейной лиги 2006
- Игрок года Канадской хоккейной лиги 2007
- MVP молодежного чемпионата мира 2009